# ヘンリク・ノーレン
ヘンリク・ノーレン（Johan Henrik Norlén、1970年9月2日 - ）はスウェーデンの俳優。金髪碧眼。母国語のスウェーデン語のほか、英語も話す。

## 略歴
1970年にスウェーデンのカールスタードで生まれ、ヨーテボリで育つ。
1998年から2002年までストックホルム演劇アカデミーで学ぶ。

## 主な出演作品
- 犯罪心理分析官インゲル・ヴィーク Modus (2015, 2017) - イングヴァール・ニーマン役
- ミッドサマー Midsommar (2019) - ウルフ役
- エンド・オブ・サマー〜消えた少年〜 Slutet på sommaren (2023) - ラース役